# Neurociência cognitiva
A neurociência cognitiva é uma área acadêmica que se ocupa do estudo científico dos mecanismos biológicos subjacentes à cognição, com foco específico nos substratos neurais dos processos mentais e suas manifestações comportamentais. Se questionam sobre como as funções psicológicas e cognitivas são produzidas no sistema nervoso central. A neurociência cognitiva é um ramo tanto da psicologia quanto da neurociência, unificando e interconectando-se com várias outras subdisciplinas, tais como a psicologia cognitiva, psicobiologia, neuropsicologia e neurobiologia. Antes do desenvolvimento de tecnologias como a ressonância magnética funcional, essa área da ciência era chamada de psicobiologia cognitiva. Os cientistas que se dedicam a essa área normalmente possuem estudos baseados na psicologia experimental ou neurobiologia, porém podem vir de várias disciplinas, tais como a psiquiatria, neurologia, física, engenharia, matemática, linguística e filosofia.
Os métodos empregados na neurociência cognitiva incluem paradigmas experimentais de psicofísica e da psicologia cognitiva, neuroimagem funcional,  genômica cognitiva, genética comportamental, assim também como estudos eletrofisiológicos de sistemas neurais. Estudos clínicos de psicopatologia em pacientes com déficit cognitivo, constitui um aspecto importante da neurociência cognitiva.

## Raízes científicas

### Frenologia

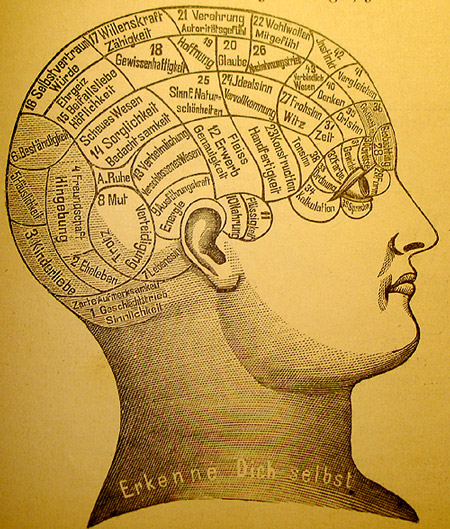
Cartel frenológico do século XIX.

As primeiras raízes da neurociência cognitiva estão na frenologia, a qual é uma teoria pseudocientífica que sustenta que a conduta pode estar determinada pela forma do couro cabeludo. Em meados do século XIX, Franz Joseph Gall e J. G. Spurzheim seguraram que o cérebro humano estava secionado em aproximadamente 35 diferentes regiões. Em seu livro, “A Anatomia e la Fisiologia do Sistema Nervoso em Geral, e do Cérebro em Particular”, Gall postulou que um bulbo maior em uma dessas áreas significava que essa parte do cérebro estava sendo usado mais frequentemente por essa pessoa. Essa teoria ganhou atenção pública significativa, levando a publicação de diários de frenologia e a criação de frenômeros, instrumentos que medem os solavancos das cabeças das pessoas. Ele propôs a teoria de que o cérebro é um campo agregado, o que significa que diferentes áreas do cérebro participam do comportamento.

### Campo agregado
Pierre Flourens, um psicólogo experimental francês foi um dos muitos cientistas que desafiou a opinião do frenologistas. Através de seu estudo de coelhos e de pombas, descobriu que lesões em áreas específicas do cérebro não produziam mudanças visíveis no comportamento. Ele sugeriu que o cérebro é um campo agregado, o que significa que diferentes áreas cerebrais participam de tal comportamento.

### Locacionalistas tardios
Estudos realizados por cientistas europeus, como John Hughlings Jackson, afirmaram que a visão locacionalista ou seccionalista do cérebro ressurgia como a principal maneira de entender o comportamento. Jackson estudou pacientes com danos cerebrais, particularmente epilepsia e descobriu que pacientes epiléticos faziam os mesmos movimentos clônicos e tônicos de músculos durante seus ataques. Isso fez com que Jackson criasse um mapa topográfico do cérebro, o qual foi essencial para o entendimento futuro do lóbulo cerebral.

## Alguns temas da neurociência cognitiva
- Atenção
- Consciência
- Tomada de decisões
- Memória
- Neurona espelho
- Neurociência aplicada